# 伊號第五十四潛艦

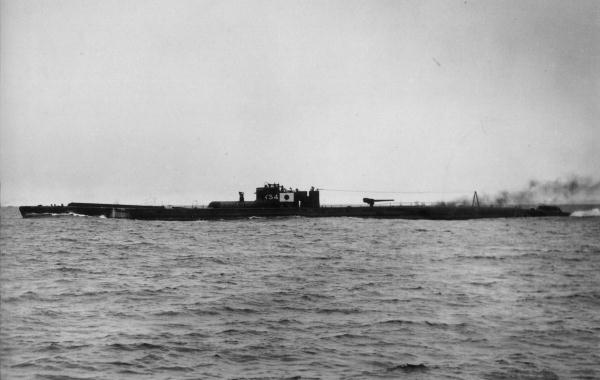
在東京湾海试中的伊54

伊号第五四潜水舰（日语：伊号第五十四潜水艦/いごうだいごじゅうよんせんすいかん）是大日本帝国海军的一艘潜水艇。伊五四型潜水舰（乙型改2潜水舰）的1号舰。为第二艘承此舰名的潜水舰。
关于初代伊54请参照伊号第一五四潜水舰，或者伊一五三型潜水舰。

## 舰历
- 1941年（昭和16年） 计划于マル急计划中建造
- 1942年7月1日 在横须贺海军工厂开工建造
- 1943年5月4日 下水
- 1944年3月31日 竣工。船籍编入横须贺镇守府。配属至第六舰队第十一潜水中队
  - 6月13日 联合舰队总司令丰田副武（原日向号指挥官）发动了あ号作战并命令海军中将高木武雄重新部署其手下的舰只。高木在其设在塞班岛的总部命令所有可供调配的潜艇前往马里亚纳群岛以东
  - 6月15日 与先遣远征舰队的高木海军中将之间的联络由于入侵行动而中断，来自第六舰队的指挥转由驻守楚克的第七联合潜艇中队田升少将负责
  - 6月26日 与伊26、伊45以及伊55一同被指派执行救生任务
  - 7月6日 训练任务结束后，从横须贺出港，运送 （運砲筒）前往天宁岛
  - 7月9日 塞班岛失守后，重新启程前往天宁岛， 運砲筒 被推入公海
  - 7月10日 编入第六舰队第15潜水战隊
  - 7月24日 返回横须贺
  - 8月31日  中山伝七少佐（原伊号第一六五潜水舰舰长）就任舰长， 大橋勝夫中佐转任新建造的伊号第一三潜水舰舰长
  - 10月13日 与伊26、伊45、伊53以及伊56一道被重新分配至第六舰队下A兵团
  - 10月15日 从吴港出港前往菲律宾东面
  - 10月18日 与其他12艘潜艇一同受命负责菲律宾莱特岛的E站点巡逻
  - 10月20日 中山承认受命转移位置
  - 10月23日 此后下落不明
  - 10月28日  根据美国一方的记录显示，在菲律宾東方海面遭到美军驱逐舰的攻击而沉没
  - 11月20日 确认丧失于菲律宾東方海面
- 1945年3月10日 除籍。乗員107名全員战死

## 歴代艦長

### 艤装員長
1. 大橋勝夫中校（1944年2月10日-）

### 艦長
1. 大橋勝夫中校（1944年3月31日-）
2. 中山伝七少校（1944年8月31日-）